# Assioet (stad)
Assioet (ook wel Assiut, Asyut en Asyût) is een stad gelegen in de gelijknamige gouvernement Assioet, in Egypte.
De stad is zo'n 375 kilometer ten zuiden van Caïro gelegen, en werd in het Oude Egypte 'Sawty' genoemd. Het was de hoofdstad van de 13e nome van Opper-Egypte.
Hoewel de stad Assioet bekend is uit Oud-Egyptische bronnen, zijn de gevonden materiële resten beperkt gebleven tot de begraafplaats van Assioet, die ten westen van de moderne stad gelegen is. De meeste graven die hier gevonden zijn dateren uit de negende, de tiende en de twaalfde dynastie. Teksten uit deze graven geven belangrijke informatie over het conflict dat in die periode gaande was tussen de 9e en 10e Heracleopolitaanse dynastieën en de 11e Thebaanse dynastie.
In de Grieks-Romeinse tijd heette de stad Lykopolis of Lycopolis (wolfstad).